# Археологический памятник Мингтепа
Мингтепа (узб. Ming tepa — тысяча холмов) — археологический памятник Мингтепа расположен в Андижанской области Узбекистан, в Мархаматском районе.
Мингтепа состоит из внутреннего и внешнего городов, окруженных мощными оборонительными стенами, сейчас сохранилась только оборонительная стена, окружающая внутренний город с четырех сторон. Через каждые 38-40 метров оборонительной стены установлена наблюдательная вышка длиной 18 метров, шириной 9 метров, высотой 3-4 метра, а количество оборонительных башен составляет 52. Культурный слой центрального холма на северо-западной стороне внутреннего города составляет более 10 м, а самый нижний слой относится к III—II векам до н. э. По мнению специалистов, внутренний город был городской цитаделью.

## История
Ферганская долина с умеренным климатом и благоприятными природными условиями стало основной причиной формирования поселений в древние времена.
Отмечается, что во времена Великого Даваньского государства в регионе было более 70 больших и малых городов. "Андижан, Кува, Ахсикет, Поп, Ош, Узген, Касан возникли в начале античности и продолжали развиваться в раннем средневековье.
За это время их площадь сократилась до 12 и немного больше. В древности в Ферганской долине было 16 городов, но к раннему средневековью их число выросло до 22.
В Ферганской долине есть несколько исторических городов, одним из которых является Мархамат (Андижанская область). В городе сохранились руины Эрши (позже названный Мингтепа) — столица древнего царства Даван упоминается в китайских хрониках I—II веков до нашей эры как сильное Ферганское государство, культурный и торговый центр региона, через который проходил Великий шелковый путь. Эрши славился своими превосходными лошадьми, которых китайцы называли «небесными скакунами». Здесь выращивались великолепные виноградники и было хорошо развито виноделие. В средние века при тюрках городище Эрши было переименовано в Мингтепа, а впоследствии пришло в упадок из-за многочисленных войн и ухудшения экономических условий.